# Nothochrysa polemia
Nothochrysa polemia är en insektsart som beskrevs av Navás 1917. Nothochrysa polemia ingår i släktet Nothochrysa och familjen guldögonsländor. Inga underarter finns listade i Catalogue of Life.